# SRG SSR
SRG SSR (Duits: Schweizerische Radio- und Fernsehgesellschaft (SRG); Frans: Société suisse de radiodiffusion et télévision (SSR); Italiaans: Società svizzera di radiotelevisione (SSR); Reto-Romaans: Societad svizra da radio e televisiun (SSR)) is de nationale omroep van Zwitserland. Het is een samenwerkingenomroep, die de omroepen in Zwitserland verbindt. De omroep zendt uit vanuit Bern. De omroep wordt gefinancierd voor 70% uit kijk- en luistergeld en voor 30% uit reclame.

## Geschiedenis
Nadat in de jaren twintig verschillende radiostations begonnen met uitzenden, besloot het Zwitserse parlement in 1930 dat de radio een te belangrijke bron van informatie en publieke dienst was om particulieren er veel geld aan te laten verdienen. Hierdoor werd in 1931 een samenwerkingsverband tussen de Franstalige Radio Sottens en het Duitstalige Radio Beromünster opgericht. Vanaf 1933 hoort de Italiaanstalige Radio Monte Cerini bij het verband. In 1938 werd het Reto-Romaans de vierde officiële taal in Zwitserland, waarna besloten werd om ook in deze taal uit te zenden.
Tijdens de Tweede Wereldoorlog gold Radio Beromünster als de enige vrije Duitstalige zender in Europa, aangezien Zwitserland neutraal was. Daarbij waren alle zenders tot ver buiten Zwitserland te ontvangen.
In 1950 richtte de omroep samen met een aantal andere omroepen de Europese Radio-unie op. In 1956 werd het eerste Eurovisiesongfestival gehouden in de Zwitserse stad Lugano.
Sinds 1939 was de omroep al bezig met de eerste experimentele televisie-uitzending. Datzelfde jaar werden de eerste Duitstalige televisie-uitzendingen vanuit Zürich uitgezonden. Vanaf 1954 werd ook een Franstalige zender opgericht. De Italiaans sprekende Zwitsers moesten tot 1958 wachten totdat zij ook een televisiezender in hun eigen taal hadden. Tot die tijd werden de televisie-uitzendingen op de Franstalige en Duitstalige zenders verzameld op een speciale zender en in het Italiaans ondertiteld.
In 1960 kreeg de omroep de naam Schweizerische Rundspruchgesellschaft. Vanaf 1964 werden ook reclames uitgezonden. In 1966 kregen de Duits-, Frans- en Italiaanstalige omroepen allemaal een radiozender erbij, tevens kreeg de Reto-Romaanse omroep een televisiezender.
In 1999 veranderde de SRG zijn naam naar SRG SSR.
Vanaf 2007 zijn er van bijna alle kanalen HD-versies beschikbaar. Alleen SRF-Info is sinds 2015 in HD beschikbaar.

## Samenwerkende omroepen
- Schweizer Radio und Fernsehen (Duitstalig)
- Radio Télévision Suisse (Franstalig)
- Radiotelevisione Svizzera (Italiaanstalig)
- Radiotelevisiun Svizra Rumantscha (Reto-Romaanstalig)